# A Little Bit
A Little Bit è un singolo della cantante statunitense Jessica Simpson, pubblicato nel 2001 ed estratto dall'album Irresistible.
Il brano è stato scritto da Kara DioGuardi, Steve Morales, David Siegel.

## Tracce
- CD

1. A Little Bit – 3:47
2. A Little Bit (Chris 'The Greek' & Guido Club Mix) – 7:54
3. A Little Bit (Chris 'The Greek' & Guido Radio Mix) – 4:29
4. Irresistible (Hex Hector Radio Mix) – 3:32